# 洪肇楙
洪肇楙（?—?），字东阆，安徽歙县人。清朝官员，进士出身。

## 生平
本为歙县人，后移籍仪征。清圣祖康熙五十九年庚子科举人，清世宗雍正元年进士。
清高宗乾隆五年至十年（1740-1745）任宝坻知县，编修《宝坻县志》（乾隆十年本“洪志”）。乾隆五年八月至六年四月，曾署宁河知县，期间修桥梁，建渡口，民颂声不绝。清高宗乾隆十年，转任磁州知州。清乾隆十九年，就任天津知府。后曾任长芦盐运使司天津分司运同、济南知府、莱州知府与青州知府。乾隆二十五年，以莱州知府的身份参与由时任潍县知县张耀璧所主持修撰的《潍县志》的工作。
为隐士诗人李锴刊刻并序其诗集《睫巢集》六卷。